# Edgar Poe Restrepo
Edgar Poe Restrepo (Medellín, Colombia 1919-1942) fue un destacado poeta colombiano de la primera mitad del siglo XX. Hijo del también poeta Antonio María Restrepo Restrepo, más conocido como Abel Farina. La obra de Egar Poe Restrepo estuvo dispersa en revistas y cuadernillos hasta la publicación en 1940 de Víspera de llanto, un libro que evidencia la madurez poética que había alcanzado con tan solo 21 años. Una de sus creaciones más conocidas es el himno de la Universidad de Antioquia. Lamentablemente el poeta falleció a muy temprana edad, a los 23 años.  

## Biografía
Edgar Poe Restrepo nació el 13 de abril de 1919 en la ciudad de Medellín. Su madre fue Doña María Acevedo Gómez y su padre Antonio María Restrepo, conocido como Abel Farina, también poeta. La admiración de Antonio María por la obra de Edgar Allan Poe hizo que llamara a su primogénito como el gran poeta norteamericano. Tuvo una hermana menor, Clemencia Isaura, nacida un año después, en 1920. Su padre murió cuando Edgar Poe tenía dos años, el 2 de octubre de 1921.   
Estudió derecho en la Universidad de Antioquia y en esta misma universidad impartió una cátedra de literatura. Uno de sus amigos y contertulios fue el escritor Manuel Mejía Vallejo, quien lo inmortalizó en su novela Aire de tango. En ella Mejía Vallejo narra cómo perdió la vida el poeta de Víspera de llanto. El relato coincide con el de  Alberto Aguirre, quien era estudiante del poeta. Según Aguirre,  en La curva del bosque, un pasaje de Medellín, Restrepo tuvo una riña con un empleado judicial de apellido Muriel y este lo hirió  con "una navajita de limpiarse las uñas". Fue llevado a un hospital y falleció días después.  

## Recepción y crítica
La obra poética de Edgar Poe Restrepo se caracteriza por su brevedad, impuesta por su prematura desaparición, y por la presencia constante de la muerte y la soledad como temas de muchos de sus más destacados poemas. Su único libro fue recibido con entusiasmo y admiración. Javier Arango Ferrer afirmó que la poesía colombiana estaba comprendida entre las elegías de Juan de Castellanos y las de Edgar Poe Restrepo. El filósofo y escritor Fernando González escribió una reseña en la que afirmó: "Edgar Poe Restrepo es un gran poeta y su libro, Víspera del llanto, resucita en los que ya nos estamos yendo la impetuosa pugnacidad amorosa". En la Antología de la nueva poesía colombiana Jorge Gaitán Durán resumía de esta forma su apreciación de la poesía de Restrepo: "Su poesía contiene un patético halo de tragedia. Se cumple en ella el mismo destino dramático de su vida. Hay en algunos de sus últimos poemas, escritos cuando esperaba la muerte en un hospital, perdurable belleza y una profunda concepción de la muerte y el dolor". La mayoría de críticos están de acuerdo con el juicio según el cual la obra poética de Edgar Poe Restrepo conjuga talento, calidad literaria y profundidad filosófica. Es común el lamento por el hecho de que su legado haya quedado malogrado por su repentina y dramática muerte. 

## Obras
- 1939: Discurso de Edgar Poe Restrepo[10]
- 1940: Víspera de Llanto
- 1949: Víspera de Llanto y otros poemas
- 1984: Obra poética